# Muhsin Al-Ramli
Muhsin Al-Ramli (àrab: محسن الرملي, Muḥsin ar-Ramlī) (Iraq, 1967), conegut popularment com Muhisin Mutlak Rodhan; és un novel·lista i poeta iraquià expatriat resident a Espanya des del 1995. És traductor de diversos clàssics espanyols a l'àrab. Va fer la traducció completa del Quixot de l'espanyol a l'àrab. Imparteix classes al Campus Madrid de la Universitat de San Luis. És l'actual editor d'Alwah, una revista de literatura i pensament àrabs, que va cofundar.
L'any 2003 es va doctorar en Filosofia i Lletres i Filologia Espanyola per la Universitat Autònoma de Madrid. El tema de la seva tesi va ser L'empremta de la cultura islàmica en el Quixot. És germà de l'escriptor i poeta Hassan Mutlak.

## Obres seleccionades
- El regal del próxim segle (1995).
- Scattered Crumbs 2000
- Les nits felices del bombardeig (2003).
- Dedos de dátiles (2008).